# Brzuśnia (dopływ Drzewiczki)
Brzuśnia – struga, prawy dopływ Drzewiczki o długości 22,01 km. 
Wypływa w okolicach wsi Kurzacze w województwie świętokrzyskim i kieruje się na północ. W miejscowości Kotfin przepływa pod drogą wojewódzką nr 728, a następnie w miejscowości Brzuśnia pod drogą krajową nr 12. Dalszy jej bieg, również w kierunku północnym, odbywa się wśród lasów aż do miasta Drzewica, w którym to wpada do Drzewiczki.